# シナネンホールディングス
シナネンホールディングス株式会社 (SINANEN HOLDINGS CO., LTD.) は、日本の持株会社。東京証券取引所プライム市場に上場している。
傘下のシナネン株式会社は、石油製品・LPガスの販売などを行う総合燃料商社であり、シナネン石油株式会社は、コスモ石油・出光興産・ENEOSの3つのブランドでガソリンスタンドを運営している。
社名のシナネンは「品川燃料」が由来である。

## 沿革
- 1927年（昭和2年）4月11日 - 合資会社電興無煙炭商会を設立。
- 1929年（昭和4年）8月 - 東京無煙炭株式会社に改組。煉炭の製造・販売を開始。
- 1934年（昭和9年）4月25日 - 品川豆炭株式会社（現在のシナネンホールディングス株式会社）設立。豆炭などの製造・販売を開始。
- 1936年（昭和11年）5月 - 品川豆炭株式会社から品川燃料株式会社に商号変更。
- 1937年（昭和12年）3月 - 品川燃料株式会社が東京無煙炭株式会社を合併。
- 1953年（昭和28年）
  - 1月 - 石油製品・器具の販売を開始。
  - 10月 - 日本煉炭工業株式会社を合併。煉炭の製造販売を拡大。
- 1954年（昭和29年）6月 - LPガス・器具の販売を開始。
- 1963年（昭和38年）1月 - 東京証券取引所第二部に上場。
- 1965年（昭和40年）10月 - ハイネン産業株式会社（後の品川ハイネン株式会社、現在のシナネン株式会社）に資本参加。
- 1983年（昭和58年）9月 - 東京証券取引所第一部に指定替え。
- 1989年（平成元年）4月 - シナネン石油株式会社を設立。
- 1998年（平成10年）4月 - 品川燃料株式会社からシナネン株式会社（初代）に商号変更。
- 2005年（平成17年）4月 - シナネン関東ガス販売株式会社（2010年（平成22年）にミライフ株式会社へ商号変更）が関東圏のLPガス小売事業を統合。
- 2015年（平成27年）
  - 4月 - 小売事業会社を地域別に再編し、ミライフ株式会社・ミライフ東日本株式会社・ミライフ西日本株式会社とした上で、最終顧客を個人とする事業（BtoC事業）を会社分割し各社に承継[2]。
  - 10月 - 持株会社体制に移行。法人顧客を対象とする事業（BtoB事業）を品川ハイネン株式会社に会社分割により承継。シナネン株式会社（初代）はシナネンホールディングス株式会社に、品川ハイネン株式会社はシナネン株式会社（2代）に、それぞれ商号変更[3][4][5]。

## グループ企業

### エネルギーソリューション事業
- シナネン株式会社
- シナネン石油株式会社

### エネルギー卸・小売周辺事業
- ミライフ株式会社
  - ジャパンエナジック株式会社[注釈 1]
- ミライフ東日本株式会社
- ミライフ西日本株式会社
- 日高都市ガス株式会社
- 株式会社シナネンひまわりサービスセンター
- 株式会社シナネン・オートガス
- 株式会社エナジック関東

### 非エネルギー及び海外事業
- シナネンサイクル株式会社
- シナネンモビリティ＋株式会社
- シナネンエコワーク株式会社
- 株式会社シナネンゼオミック
- 株式会社ミノス
- 株式会社インデス

など